# فريدي ماسكارينهاس
فريدي ماسكارينهاس (11 أبريل 1981 في الهند - ) هو لاعب كرة قدم هندي في مركز الهجوم. شارك مع منتخب الهند لكرة القدم. أما مع النوادي، فقد لعب مع سبورتينغ غوا ونادي إيست بنغال ونادي تشرتشل براذرز ونادي سالغاوكار ونادي روبن هود (برمودا).

## وصلات خارجية
- فريدي ماسكارينهاس على موقع Soccerway.com (الإنجليزية)
- فريدي ماسكارينهاس على موقع عالم كرة القدم.نت (الإنجليزية)
- فريدي ماسكارينهاس على موقع GSA (الإنجليزية)